# Ensley (Florida)
Ensley ist ein census-designated place (CDP) im Escambia County im US-Bundesstaat Florida. Das U.S. Census Bureau hat bei der Volkszählung 2020 eine Einwohnerzahl von 23.817 ermittelt.

## Geographie
Ensley liegt rund 2 km nordwestlich von Pensacola. Der CDP wird von der Interstate 10, von den U.S. Highways 29 und 90 (SR 10) sowie den Florida State Roads 290, 291 und 297 durchquert bzw. tangiert.

## Demographische Daten
Laut der Volkszählung 2010 verteilten sich die damaligen 20.602 Einwohner auf 9.677 Haushalte. Die Bevölkerungsdichte lag bei 643,8 Einw./km². 62,1 % der Bevölkerung bezeichneten sich als Weiße, 29,8 % als Afroamerikaner, 1,1 % als Indianer und 2,2 % als Asian Americans. 1,7 % gaben die Angehörigkeit zu einer anderen Ethnie und 3,1 % zu mehreren Ethnien an. 4,9 % der Bevölkerung bestand aus Hispanics oder Latinos.
Im Jahr 2010 lebten in 31,0 % aller Haushalte Kinder unter 18 Jahren sowie 26,5 % aller Haushalte Personen mit mindestens 65 Jahren. 63,7 % der Haushalte waren Familienhaushalte (bestehend aus verheirateten Paaren mit oder ohne Nachkommen bzw. einem Elternteil mit Nachkomme). Die durchschnittliche Größe eines Haushalts lag bei 2,43 Personen und die durchschnittliche Familiengröße bei 2,98 Personen.
25,9 % der Bevölkerung waren jünger als 20 Jahre, 27,8 % waren 20 bis 39 Jahre alt, 25,2 % waren 40 bis 59 Jahre alt und 20,2 % waren mindestens 60 Jahre alt. Das mittlere Alter betrug 37 Jahre. 47,9 % der Bevölkerung waren männlich und 52,1 % weiblich.
Das durchschnittliche Jahreseinkommen lag bei 38.772 $, dabei lebten 18,0 % der Bevölkerung unter der Armutsgrenze.
Im Jahr 2000 war Englisch die Muttersprache von 96,43 % der Bevölkerung, spanisch sprachen 1,61 % und 1,96 % hatten eine andere Muttersprache.